# Distretto di Urfahr-Umgebung
Il distretto di Urfahr-Umgebung (in tedesco: Bezirk Urfahr-Umgebung) è uno dei distretti dello stato austriaco dell'Alta Austria. Il capoluogo, pur non appartenendo al distretto, è Linz (capoluogo allo stesso modo del distretto di Linz-Land), i centri maggiori distrettuali sono la città di Gallneukirchen ed il comune di Engerwitzdorf.

## Geografia antropica
Il distretto è suddiviso in 27 comuni di cui 3 con status di città e 12 con diritto di mercato.

### Città
1. Bad Leonfelden (3.850)
2. Gallneukirchen (5.935)
3. Steyregg (4.769)

### Comuni mercato
1. Alberndorf in der Riedmark (3.594)
2. Feldkirchen an der Donau (5.066)
3. Gramastetten (4.540)
4. Hellmonsödt (2.087)
5. Oberneukirchen (3.009)
6. Ottensheim (4.317)
7. Reichenau im Mühlkreis (1.162)
8. Reichenthal (1.386)
9. Schenkenfelden (1.507)
10. Vorderweißenbach (2.125)
11. Walding (3.768)
12. Zwettl an der Rodl (1.783)

### Comuni
1. Altenberg bei Linz (4.087)
2. Eidenberg (1.813)
3. Engerwitzdorf (7.533)
4. Goldwörth (870)
5. Haibach im Mühlkreis (783)
6. Herzogsdorf (2.362)
7. Kirchschlag bei Linz (1.906)
8. Lichtenberg (2.399)
9. Ottenschlag im Mühlkreis (479)
10. Puchenau (4.696)
11. Sonnberg im Mühlkreis (795)
12. Sankt Gotthard im Mühlkreis (1.301)

(Popolazione del 15 maggio 2001)